# Podarcis hispanicus
La lagartija ibérica (Podarcis hispanicus) es una especie de saurópsido (reptil) escamoso de la familia Lacertidae que vive en la península ibérica (excepto áreas de alta montaña y noroeste de Galicia), norte de África y sureste de Francia, donde sigue el curso del Ródano hasta Lyon. Algunas poblaciones habitan en islotes cercanos a las costas ibéricas donde son más sensibles a la actividad humana. La especie también es conocida como lagartija común y lagartija hispánica, así como sargantana o sargrantana en el este de España.[cita requerida]

## Descripción
El rango de tamaños más común entre los machos varía entre 4,2 y 5,9 centímetros de la punta del morro a la cloaca, aunque algunos individuos pueden alcanzar los 6,5 cm. Las hembras, más pequeñas y gráciles, miden de 4,1 a 5,7 cm. La cola puede llegar a alcanzar hasta 10 centímetros, prácticamente el doble que el resto del cuerpo. Al igual que en otros reptiles emparentados, parte de esta se desprende y mueve frenéticamente cuando es atrapada por un depredador, permitiendo escapar a la lagartija. Además de en el tamaño y la corpulencia, los machos se diferencian de las hembras por su cabeza masiva, triangular y de escamas más marcadas, así como en la mayor longitud de las patas, sobre todo las traseras. A veces si capturas al animal te muerde, pero no hace daño porque no tiene dientes, es decir, una mordedura superficial.

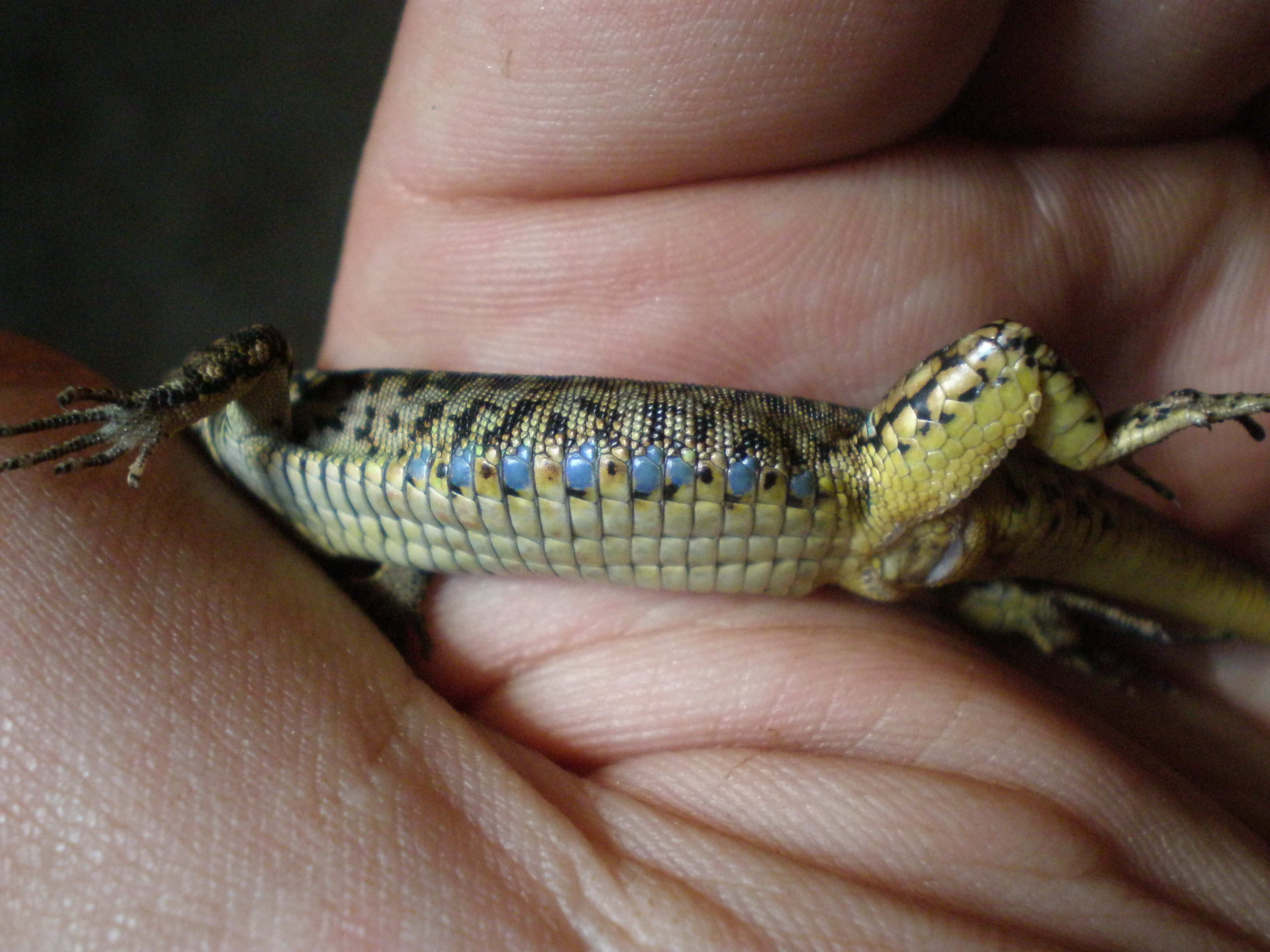
En la época de celo, los machos presentan estos ocelos azules en los costados

El color y dibujo de la piel varía enormemente de una zona a otra e incluso entre individuos de una misma población. Por lo general es pardo-verdoso, a veces rojizo en la zona de la espalda, cuello y cabeza. En estos lugares pueden aparecer moteaduras o retículas, algo característico de los machos. Predomina la presencia de bandas laterales, especialmente en las hembras, entre las que destacan dos gruesas y oscuras que pueden ir perfiladas por otras amarillentas más delgadas. El pecho, aplanado, es de color amarillento y presenta menos escamas ventrales en machos (25-30) que en hembras (28-36). La cola también posee un rango de colores enormemente variable (pardo, verdoso, rojizo, amarillento o incluso azulada característica propia de los ejemplares juveniles), pudiendo ser uniforme, con dos colores distintos o incluso con manchas oscuras alineadas a todo lo largo de la misma.
El color de la lagartija hispánica depende del entorno en el que se encuentre (cuanto más rocoso y desértico es el entorno más clara es sus escamas) para poder camuflarse y poder pasar desapercibida, y de está manera sobrevivir.[cita requerida]

## Hábitat
La lagartija hispánica abunda con mayor frecuencia en terrenos rocosos o pedregosos, donde cuenta de forma simultánea con plataformas donde tomar el sol y refugios donde esconderse en caso de peligro. En zonas rurales habita también en casas y muros de piedra que le proporcionan las mismas características; se encuentra también en áreas de bosque, pradera y matorral, aunque algunas actividades humanas asociadas a la agricultura extensiva pueden haberla hecho desaparecer de algunas zonas. Las lagartijas ibéricas no muestran un auténtico comportamiento territorial.
Los ejemplares de esta especie no hibernan realmente, sino que se mantienen activos la mayor parte del año. Sólo la existencia de episodios realmente fríos en el invierno pueden forzarlos a no abandonar sus refugios durante un tiempo. La especie necesita veranos cálidos, por esta razón está ausente en las áreas con los veranos más frescos de la península ibérica, como Asturias y el norte de Galicia, así como en las áreas de montaña por encima de los 1650 m s. n. m.

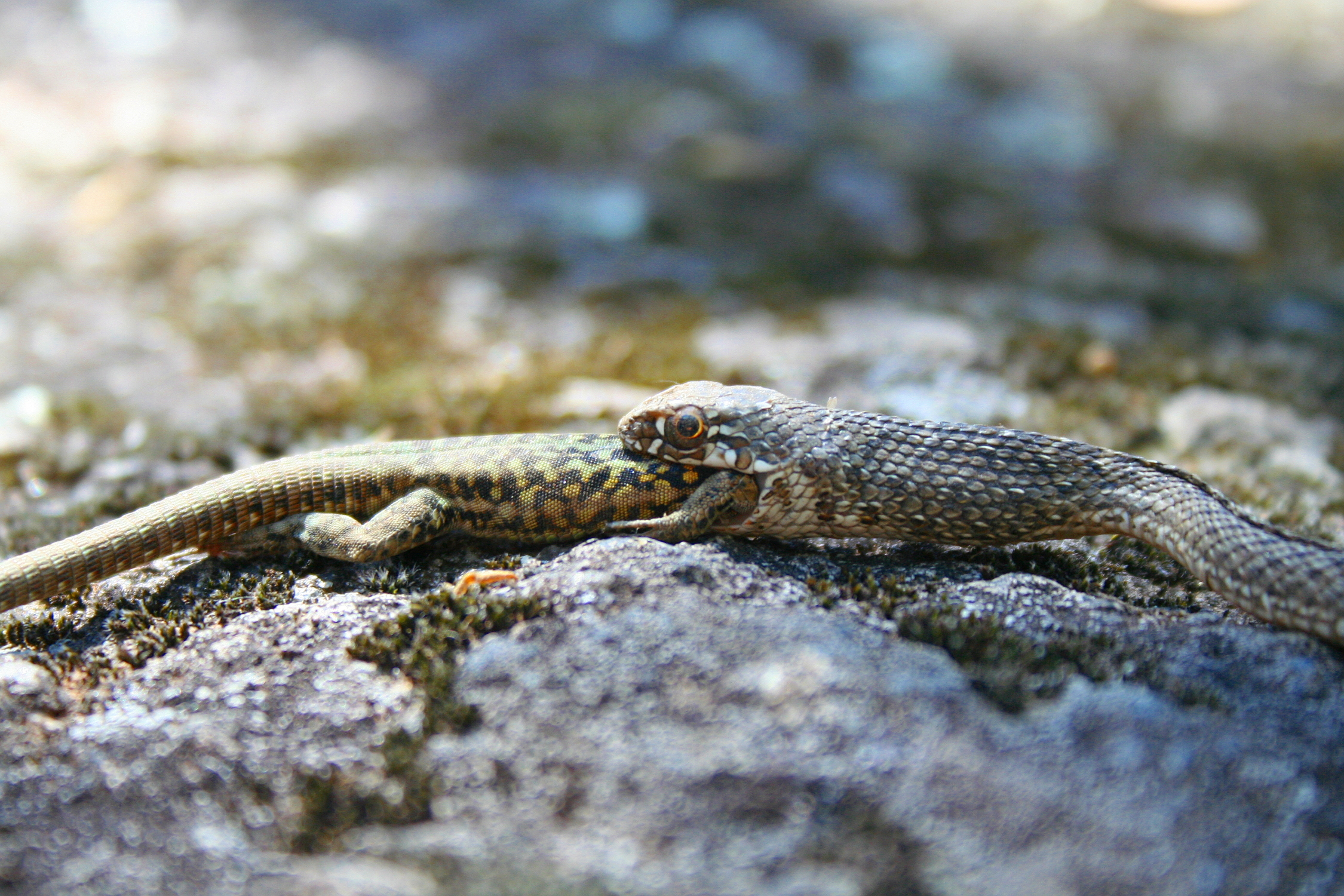
Culebra bastarda juvenil engullendo una lagartija ibérica.

Depreda sobre todo insectos y arácnidos de menos de 25 mm de longitud, tanto en tierra como sobre los árboles. A su vez, es presa de múltiples depredadores entre los que se incluyen el lagarto ocelado, varias culebras, aves y mamíferos carnívoros como la comadreja, el gato montés y el doméstico (asilvestrado o no).

## Reproducción
La época de celo se produce entre marzo y junio, época en que resultan más visibles. Los machos se vuelven más activos y pelean entre sí, tratando de mantener alejados a sus competidores de las hembras. Tras asegurarse de su triunfo, el vencedor protagoniza unas cópulas que pueden llegar a durar una hora, aunque generalmente son más breves.
A lo largo de estos meses, las hembras realizan varias puestas que oscilan entre 1 y 5 huevos que se incuban con el calor del ambiente entre 40 y 80 días. Las crías nacen con el cuerpo pardo y la cola verde-azulada, por lo que pueden confundirse con las de su pariente la lagartija gallega (Podarcis bocagei), de aspecto muy similar. La madurez sexual no llega hasta el segundo año de vida, cuando rondan los 4'5 centímetros.
1 o 2 semanas después de ser fecundadas,  se entierran bajo tierra para depositar sus huevos, en algunos casos no llegan a hacer la puesta de huevos bajo tierra (blanda), sino que, a falta de ella, depositan sus huevos en la superficie terrestre.

## Taxonomía
Dada la gran variabilidad morfológica y de color de la especie, no es de extrañar que en los últimos tiempos se haya tendido a cuestionar su naturaleza monotípica. Por esta razón, en la actualidad se están llevando a cabo diversos proyectos que pretenden hacer un muestreo y estudio a gran escala de la morfología y material genético de cada población de lagartija ibérica.
Los primeros resultados indican que el grupo no es monofilético y también demasiado amplio como para tratarse de una sola especie. Lo más probable es que se efectúen revisiones taxonómicas de la especie en un futuro próximo.
Subespecies
De acuerdo con Reptile DataBase, se reconocen tres subespecies:
- Podarcis hispanicus hispanicus Steindachner, 1870
- Podarcis hispanicus cebennensis Guillaume & Geniez in Fretey, 1986
- Podarcis hispanicus sebastiani (Klemmer, 1964)